# Toyotisme
 (novembre 2010).
Le toyotisme est une forme d'organisation du travail dont l'ingénieur japonais Taiichi Ōno est considéré comme l'inventeur. Mise en avant par Toyota en 1962, elle n'est pas appliquée immédiatement.
L'application formelle du toyotisme chez Toyota se nomme système de production Toyota ou SPT (traduction de l'anglais japonais Toyota Production System : TPS).

## Histoire
Après leur défaite face aux Américains au cours de la Seconde Guerre mondiale, les Japonais doivent relancer leur économie.
Toyota médiatise une vision stratégique pour faire redémarrer l'économie japonaise : rattraper les Américains au plan de la production, sinon risquer de disparaître. À l'origine de ce système de gestion de la production, le fondateur de Toyota, Sakichi Toyoda, son fils, Kiichiro Toyoda, et l'ingénieur Taiichi Ōno. Ces derniers se sont inspirés pour l'essentiel des travaux de William Edwards Deming, ainsi que des écrits de Henry Ford sur le fordisme.
Taiichi Ōno met au point un système de gestion de l'entreprise simple mais efficace, consistant à :
- réduire les gaspillages ;
- maintenir une qualité optimale des produits tout au long de la chaîne de production ;
- éviter l'offre excédentaire. Si certains modèles de voitures se vendent moins, il faut en réduire la taille des séries, ce qui implique une baisse des stocks. Les voitures et les pièces sont fabriquées pratiquement à la demande. C'est la production à flux tendu (ou production « juste à temps », ou « méthode kanban ») ;
- prendre en considération l'avis des opérateurs : ceux-ci participent au diagnostic des problèmes et à leur résolution ;
- améliorer le système de façon continue, en une dynamique interne qui intègre tous les acteurs concernés, de l'opérateur à l'ingénieur.

Un tel système d'organisation permet un décloisonnement des fonctions et des responsabilités ; il allie l'efficacité de production à une certaine reconnaissance psychologique des travailleurs. On leur demande leur avis sur l'entreprise, et ils se sentent donc plus impliqués.

## Application pratique: le système de production de Toyota (SPT)
Le SPT est un composant important de ce qu'on appelle la fabrication « au plus juste » (ou encore « sans gaspi », troncation familière de « sans gaspillage »), en anglais japonais lean manufacturing, litt. « la fabrication maigre », « la fabrication sans gras ». Les pièces détachées sont approvisionnées au bon endroit, au bon moment et en quantité suffisante, sans gaspillage. Seule la production répondant à une demande précise sort de la chaîne de fabrication. Cette méthode est à l'opposé du système antérieur de fabrication, qui prévoyait des stocks de pièces importants, indépendamment de la demande réelle.
Le système de production de Toyota regroupe plusieurs concepts, dont certains ont, depuis, été adaptés ou repris par d'autres constructeurs automobiles ou entreprises industrielles :
- Le juste-à-temps : système de production qui vise à synchroniser et à ajuster exactement le flux et le nombre des pièces avec le rythme de montage ;
- Le kaizen : principe d’autonomisation des équipes chargées de définir les temps standard de production et de se répartir les diverses opérations de fabrication d'un produit afin de travailler plus efficacement et plus rapidement. Le kaizen décrit parfaitement le principe d’amélioration continue du système ;
- L’autonomisation des machines : équipement des machines de dispositif d’arrêt, simples, peu onéreux, qui permettent la surveillance de plusieurs machines par un même opérateur ;
- Le kanban : système d’étiquettes (de fiches de papier) qui indique le nombre de pièces à produire ou à livrer, en évitant ainsi toute production excédentaire ;
- Le cercle de qualité : groupe de travail composé d’opérateurs et de cadres, constitué autour des activités de kaizen, qui couvre les questions de qualité, de maintenance, de sécurité, de prix de revient… ;
- ou encore le zéro défaut, l'esprit d'équipe, etc.

## Incidence et développements
Le toyotisme serait le modèle idéal de l’organisation de l’entreprise du point de vue de la productivité. Mais sa mise en place au Japon a pris plusieurs dizaines d’années, et n’a probablement été possible que parce que le modèle social japonais pouvait l’accepter (« Au Japon, les syndicats de l'industrie automobile sont intégrés à l'entreprise à laquelle ils appartiennent, représentant uniquement les travailleurs réguliers, défendant surtout les intérêts de cette entreprise. »).
Certaines multinationales ont cependant décidé d’appliquer quelques concepts toyotistes tels que le juste-à-temps, l’autonomisation des machines, le kaizen, le kanban ou le cercle de qualité.
Cette nouvelle forme d’organisation, basée sur les compétences et la qualification des ressources humaines, marque la fin du taylorisme et du fordisme à l’état pur.

## Critiques
Plusieurs études ou ouvrages ont été consacrés à ce mode de production, mais les avis divergent sur sa reproductibilité en l'absence de la culture d'entreprise Toyota (en anglais, the Toyota Way) et sur son caractère exemplaire (voir miracle économique japonais).
Le journaliste japonais Satoshi Kamata a fait une analyse très critique de ce système dans un livre-enquête, réédité en français en 2008 sous le titre Toyota. L'usine du désespoir. En 1972, il a partagé pendant cinq mois le quotidien des ouvriers sur les chaînes à l'usine Toyota de Nagoya. Il décrit l'augmentation sans fin des cadences, la polyvalence bouche-trou, la mise en concurrence et l'endoctrinement de ses collègues au nom de l'esprit d'entreprise.

## Terminologie
- Juste-à-temps (just-in-time, minimiser les stocks et les en-cours de fabrication)
- Jidoka (autonomation, néologisme en anglais japonais fabriqué par contraction de autonomous automation, automatisation autonome)
- Heijunka (lissage de la production)
- Kaizen (amélioration continue)
- Poka-yoke (détrompeur, prévention des erreurs — du japonais yokeru, éviter, et de poka, erreurs intempestives)
- Kanban (fiche, carte)
- Andon (panneau lumineux ; à l'origine, corde permettant de prévenir d'un problème)
- Muda (gaspillage)
- Genchi Genbutsu (voir de ses propres yeux)
- Genba (être présent sur le terrain)